# Hello World

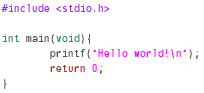
Hello, World!, skrivet i C

"Hello, World!" är ett grundläggande datorprogram som ofta används som ett första exempel på programkod på ett visst programmeringsspråk, för dem som skall bekanta sig med ett nytt språk eller en ny utvecklingsmiljö. Exemplet kan också användas för nybörjare inom programmering. Programmet skriver typiskt frasen "Hello, World!" till en utdataenhet, till exempel en datorskärm.
Genom att förstå hur ett mycket enkelt program är sammansatt kan programmeraren på ett enkelt sätt få grepp om flera grundläggande begrepp inom ett programspråk. Att skriva ut "Hello, World!" (Hej Världen!) på skärmen demonstrerar vanligen de minsta villkoren ett program måste uppfylla för att kunna köras, samt hur en textsträng kan skrivas ut – ofta bland det första en programmerare behöver veta för att komma igång med ett nytt programspråk. Dessutom visar en körning där texten faktiskt skrivs ut att tolk eller kompilator är rätt installerad, utenheten konfigurerad etc., så att sådant kan uteslutas då ett mer komplicerat program inte fungerar.
Små exempelprogram för nybörjare har funnits lika länge som programmering har lärts ut, men frasen "Hello, World!" fick sin spridning genom ett exempel i boken The C Programming Language av Brian Kernighan och Dennis Ritchie.

## Historia
Frasen "hello world" användes för första gången i texten "A Tutorial Introduction to the Language B" av Brian Kernighan år 1972.